# Crime and Punishment
 Crime and Punishment és una pel·lícula estatunidenca dirigida per Josef von Sternberg, estrenada el 1935.

## Argument
Un home s'obsessiona per un assassinat que ha comès.

## Repartiment
- Peter Lorre: Roderick Raskolnikov
- Edward Arnold: Insp. Porfiry
- Marian Marsh: Sonya
- Tala Birell: Antonya Raskolnikov
- Elisabeth Risdon: Mrs. Raskolnikov
- Robert Allen: Dmitri
- Douglass Dumbrille: Grilov
- Gene Lockhart: Lushin
- Charles Waldron: President de la universitat

## Rebuda
En els premis National Board of Review del 1935 ha estat senyalada entre les millors pel·lícules estrangeres de l'any pel National Board of Review of Motion Pictures.

## Critica
Pel Dizionario Mereghetti ' l'evolució psicologia del protagonista és poc creible, però els registres són interessants.
Pel Dizionario Morandini és una pel·lícula amb «un repartiment equivocat d'actors» i «relliscades grotesques i involuntàries».